# W・C・ハンディ
W・C・ハンディこと、ウィリアム・クリストファー・ハンディ（William Christopher Handy、1873年11月16日 - 1958年3月28日）は、アメリカの作曲家、ミュージシャンであり、自らをブルースの父と称した。ハンディは合衆国において最も影響力を持つソングライターの一人であった。アメリカ独特といえるブルース音楽を演奏した多くのミュージシャンの一人として、ハンディはブルースというジャンルを創出したわけではなかったが、ブルース形式の音楽を出版した最初の一人であり、それによりブルースを聴衆の限られた一地方の音楽様式(デルタ・ブルース)から新たな人気を博す高みに引き上げた。
ハンディは自らの曲作りにフォーク音楽の要素を取り入れ、また作品の源泉を几帳面に文書として残したが、それはしばしばさまざまな演奏家の演奏様式の影響を組み合わせたものだった。

## 生い立ち

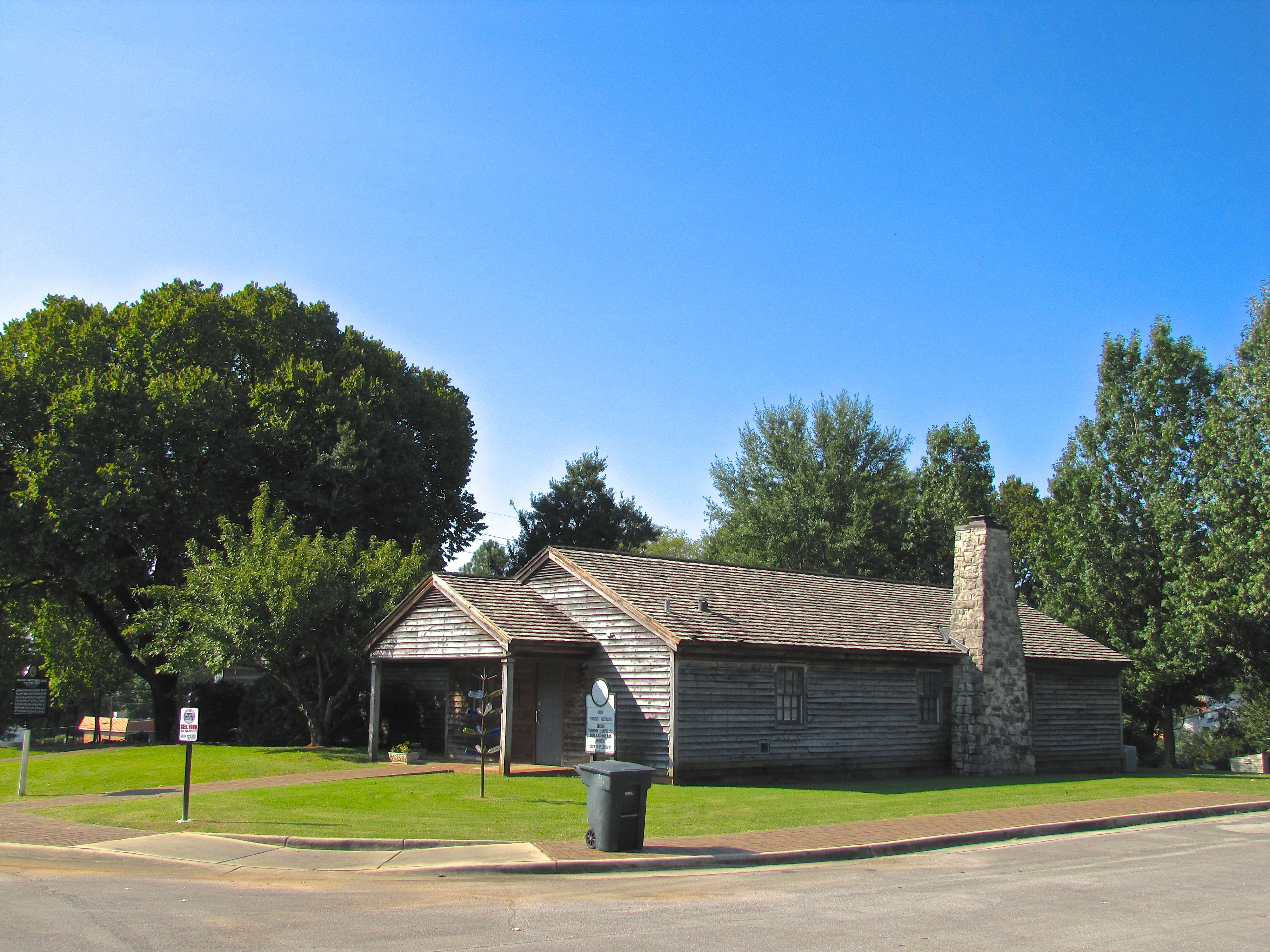
ハンディが生まれた家、アラバマ州フローレンス

ハンディは1873年11月16日に、アラバマ州フローレンスで、エリザベス・ブルーアとチャールズ・バーナード・ハンディの息子として生まれた。父親はアラバマ北部のマーシャル郡にある町、ガンターズヴィルの小さな教会の牧師だった。ハンディは1941年刊行の自伝『ブルースの父』において、奴隷解放宣言ののち、アフリカン・メソジスト監督教会の牧師となった祖父、ウィリアム・ワイズ・ハンディが建てた丸太小屋で生まれたと書いている。ハンディが生まれた丸太小屋はフローレンスの中心街近くに保存されている。
ハンディの父は楽器というものは悪魔の道具であると信じていた。両親の許し無く、ハンディは初めてのギターを買った。そのギターを地元の店のショーウィンドウで見かけて、購入するためにベリーやナッツを摘んだり、ライ・ソープ（灰汁から伝統的な製法で作る石鹸）を作ることでひそかにお金を貯めたのだった。そのギターを見て、ハンディの父は「何がお前に取り憑いてそのような罪深いものを我らがクリスチャンホームに持ち込ませたのか」と問い、「それがやって来たところへそれを戻す」ようにハンディに命じた。しかし他方でハンディの父は息子がオルガンのレッスンを受けられるように取り計らってくれた。そのオルガンのレッスンは長くは続かなかったが、ハンディはその代わりコルネットの演奏を習い出した。ハンディはティーンエイジャーとして地元のバンドに参加していたが、両親には内緒にしていた。ハンディはバンド仲間からコルネットを購入し、暇さえあればどんな短い時間でもコルネットの練習にあてた。
成人となる過程で、ハンディは大工、靴職人、左官の見習い修業をした。ハンディは非常に信心深かった。彼の音楽スタイルは青春期に歌ったり、演奏したりした教会音楽から、また自然界の音から影響を受けた。ハンディは感化を受けたものとして「ホイップアーウィルヨタカ、コウモリ、ホーホーと鳴くフクロウ、そしてそれら動物の立てる摩訶不思議な物音」、林の縁を洗って流れるサイプレス・クリーク、そして「あらゆる鳥のさえずりの音楽とそれら示し合わせたわけでもないさえずりが織りなす交響曲のすべて」を挙げた。
ハンディはマクナブ溶鉱炉で「シャベル部隊」の一員として働いた。そこでハンディは炉が稼働している間の待ち時間をつぶすために他の労働者たちと一緒にシャベルを使って音楽を作り出すことを学んだ。労働者たちは硬い表面に向かって複雑なリズムでシャベルを打ち付けたものだった。その複雑なリズムはハンディにいわせると「私たちにとって軍楽ドラム隊の音楽よりずっと好ましいものだった」。ハンディはのちになってこの即興の精神を思い返し自らの音楽的形成に役立つ経験だったとしばしば語った。「『南部の黒人』たちはあらゆることを歌にした…楽音を引き出せるもの、あるいはリズミカルな効果を引き出せるものならなんでも伴奏に使った」。「このような方法で、またこのような素材から、南部の黒人たちは私たちが現在『ブルース』と呼ぶものへと繋がる気運を醸成していった」とハンディは省察した。

## 経歴

### 初期

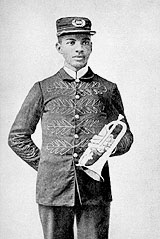
ハンディ、19歳

1892年、ハンディは教員免許試験を受けるためにアラバマ州バーミングハムへ赴いた。難なく試験に合格し、当時はハンツヴィル近郊の自治コミュニティであったノーマル所在の農工師範学校(現在のアラバマA&M大学)に教職を得た。しかし給料が低いと知って、ハンディは職を擲ち、ベセマー近郊のパイプ製造工場の仕事を見つけた。仕事が休みのときには小さな弦楽楽団を編成して楽員たちに楽譜の読み方を教えた。ハンディはのちにラーゼッタ四重奏団を編成した。団員たちは近々シカゴ万国博覧会が開催されることを読み知って参加することに決めた。行きの旅費を賄うために道中雑用仕事を請け負った。シカゴに到着して初めて万国博覧会が一年先に延期されたことを知った。そのあと、ミズーリ州セントルイスに向かったが、仕事は見つからなかった。

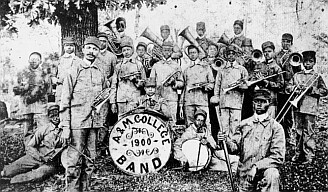
ハンディ、1900年頃、アラバマA&M大学バンドの指導者

四重奏団が解散したあと、ハンディはインディアナ州エヴァンズヴィルへ移った。1893年にはシカゴ万国博覧会でコルネットを演奏した。エヴァンズヴィルでは、人気を博していたバンドに参加し、近隣の都市や州の至るところを演奏して回った。ハンディの音楽的試行は多岐にわたった。すなわち、ミンストレル・ショーで第1テナーを歌い、バンド指揮者、合唱指揮者、コルネット奏者そしてトランペット奏者として仕事をこなした。23歳にしてハンディはマハラズ・カラード・ミンストレルズのバンドマスターとなった。
3年間の巡業で、一座はシカゴへ旅し、テキサス州とオクラホマ州を経巡って、テネシー州、ジョージア州そしてフロリダ州を回り、さらにキューバ、メキシコそしてカナダへと旅は続いた。ハンディには週当たり6ドルの給金が支払われた。キューバから戻り、一座はアラバマ州を北上し、ハンツヴィルで興行するために逗留した。
1896年、ケンタッキー州ヘンダーソンのバーベキューパーティーで演奏しているときに、ハンディはエリザベス・プライスと出会った。2人は1896年7月19日に結婚した。1900年6月29日にエリザベスはハンディとの間にもうけることになる6人の子どもの最初のひとり、ルシールを産んだ。旅回りの生活に疲れ切ったハンディと妻のエリザベスはフローレンスに落ち着いたあと、親戚の家に厄介になった。
その頃、ハンツヴィルの州立黒人農工大学(のちのアラバマA&M大学)、1892年にハンディが低賃金を理由に教職を辞した学校であるが、そこの学長ウィリアム・フーパー・カウンシルがハンディを音楽教師として雇った。ハンディは1900年9月に教員となり、1902年末までのほとんどの期間、教壇に立った。ハンディは大学がヨーロッパの「クラシック」音楽を教えることに重点を置いているのを知って落胆した。ハンディは自分に見合った給料が支払われていないと感じ、ミンストレル・ショーで巡業したほうがずっと稼げると思った。

### ブルース様式の発展
1902年に、ハンディはミシシッピ州のあちこちを旅し、さまざまなスタイルのポピュラー黒人音楽を聴いて回った。同州はほとんどが農村地帯で、音楽はその文化の一部だった。とりわけミシシッピ・デルタの綿花プランテーションにおいてはそうだった。ミュージシャンたちはたいていギターかバンジョー、あるいはごく少数であったがピアノを演奏した。ハンディは抜群の記憶力によって旅の道中に聴いた音楽を思い出し、譜面に起こすことができた。
農工大学の学長カウンシルと口論のすえ、ハンディは教職を辞し、マハラ・ミンストレルズに戻ると中西部および太平洋岸北西部を巡業した。1903年に、ハンディはミシシッピ州クラークスデールで、北アメリカ、南アメリカ、ヨーロッパ、アジア、アフリカ、オーストラリアのピュティアス騎士団によって組織された黒人バンドの指導者に就任した。ハンディは家族とともに同地に6年間住んだ。この期間、ハンディは自らの音楽スタイルを発展させるにあたって大きな影響があったと後に回想することになる、いくつかの成長体験をすることになった。1903年に、ミシシッピ・デルタにあるミシシッピ州タトワイラーで列車を待っている間、ハンディは一人の黒人がナイフをスライドバーに使ってスティール・ギターを弾いているのを偶然耳にした。
1905年頃、ミシシッピ州クリーヴランドでダンスの伴奏をしていたとき、ハンディは「我らが郷土の音楽」を求めるメモ書きを渡された。ハンディは昔ながらの南部のメロディを演奏したが、地元の黒人バンドに数曲演奏させてもらえないかと頼まれた。ハンディが同意すると、使い古した楽器を手にした3人の若者が演奏を始めた。ミシシッピ・ブルース・トレイルのためにエリオット・ハーウィットが行った調査では、クリーヴランドのそのバンドのリーダーはプリンス・マッコイであったと確認された。ハンディは自伝において彼らが演奏した音楽について以下のように述べている。
彼らは始まりも無ければ、間違いなく終わりもまったく無いように思われる、あのひたすら繰り返される旋律のひとつを演奏しだした。弦をかき鳴らす音は不穏なまでの単調さに達したが、それでも延々と続くのだった。それはサトウキビ畑や堤防キャンプと長い間結び付けられて来たたぐいの代物だった。ドンドンドンと床を踏み鳴らす音が途切れず続いた。それは実際には耳障りなものではなかったし、不快だったりするものでもなかった。適切に表現すれば「心を掴まれる」とでもいえばいいだろうか。
ハンディはミシシッピの黒人たちが行う、一般的にト長調の音楽を伴うスクウェアダンスからも影響を受けた。とりわけ、1914年のヒット曲「セントルイス・ブルース(The Saint Louis Blues)」には同じ調を採用した。

### 最初のヒット曲「メンフィス・ブルース」

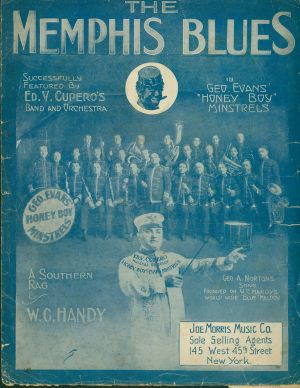
「メンフィス・ブルース」楽譜表紙、1913年

1909年、ハンディはバンドメンバーとともにテネシー州メンフィスに移り、ビール・ストリートのクラブで演奏した。「メンフィス・ブルース(The Memphis Blues)」はエドワード・クランプのために書かれたキャンペーンソングだった。クランプは1909年のメンフィス市長選に立候補して当選した民主党員であり、マシーンのボスでもあった。他の候補者たちも選挙運動のために黒人ミュージシャンを起用した。ハンディはのちにこのキャンペーンソングを書き直し、曲名を「ミスター・クランプ(Mr. Crump)」から「メンフィス・ブルース」へと変更した。1912年に出版された「メンフィス・ブルース」の楽譜はハンディの12小節ブルースの様式を世に紹介した。同曲はニューヨークのダンスチーム、ヴァーノン&アイリーン・キャッスルによるフォックストロットの着想源としてクレジットされた。ハンディは同曲の権利を100ドルで売却した。40歳を迎えた1914年までには、ハンディは自身の音楽スタイルを確立していた。その人気はうなぎ登りで、多産な作曲家でもあった。
自伝において、ハンディはいかにして黒人フォーク音楽の要素を自らの音楽スタイルに組み入れたかを述べている。ブルース音楽の基本的な三和音構造および長音階で演奏される歌の第3音と第7音を半音下げる使用はどれも貧しい南部の黒人たちによって作られ、歌われたその土地固有の音楽から起こった。これらの音は現在ジャズやブルースにおいてブルーノートと呼ばれている。ハンディがたいてい採用する3行歌詞構成は、フィル・ジョーンズが演奏しているのを耳にした歌が元となった。その歌の構成についてあまりにも繰り返しが過ぎると思ったハンディはその歌を改変し、「その結果、私はまず一つのことを述べ、2行目でその述べたことを繰り返し、それから3行目でなぜそのように述べられたのか理由を明かすというスタイルを採用した」。またハンディは歌詞の中にいくつか空白を残すことも忘れなかった。フォーク・ブルースにおいては歌手が即興を挟むのが通例だったからである。
1914年に「セントルイス・ブルース」が初演されたときについて触れて、ハンディは以下のように述べた：
「メンフィス・ブルース」のテンポに合わせて人びとはワンステップや他の形式のダンスを踊った。…「セントルイス・ブルース」を書いた頃にはタンゴが流行していた。私はイントロをタンゴの編曲で始め、それから突然、情緒に満ちたブルースを演奏し出すというやり方で踊り手に一杯食わそうとした。私の眼は不安げにフロアを見渡した。それから突然私は稲妻が走るのを見た。踊り手たちは電撃に打たれたかのようだった。彼らの中の何かが突然息を吹き返した。何が何でも生きたいと願う本能が、歓びを広げるがにその両腕をぱっと広げたいと強く願う本能が、踊り手たちのステップに生命を吹き込んだ。
ハンディの出版された音楽作品は彼の人種ゆえに画期的だった。1912年にハンディはメンフィスのソルベント貯蓄銀行でハリー・ペイスと出会った。ペイスはアトランタ大学の卒業生総代でW・E・B・デュボイスの教え子だった。2人が出会った頃には、すでにペイスはビジネスに関する確固たる理解を実地に証明していた。ペイスは経営不振に陥った企業を何社も救済し評判を得ていた。ハンディはペイスを気に入り、ペイスはのちにペイス&ハンディ楽譜社の経営者となった。
1916年には、キャリア初期にあったアメリカの作曲家ウィリアム・グラント・スティルがメンフィスでW・C・ハンディのバンドのために働いた。1918年に、スティルは合衆国海軍に入隊し、第一次世界大戦に従軍した。戦後、スティルはハーレムへ行き、そこでハンディのために働き続けた。

### ニューヨークへの移住

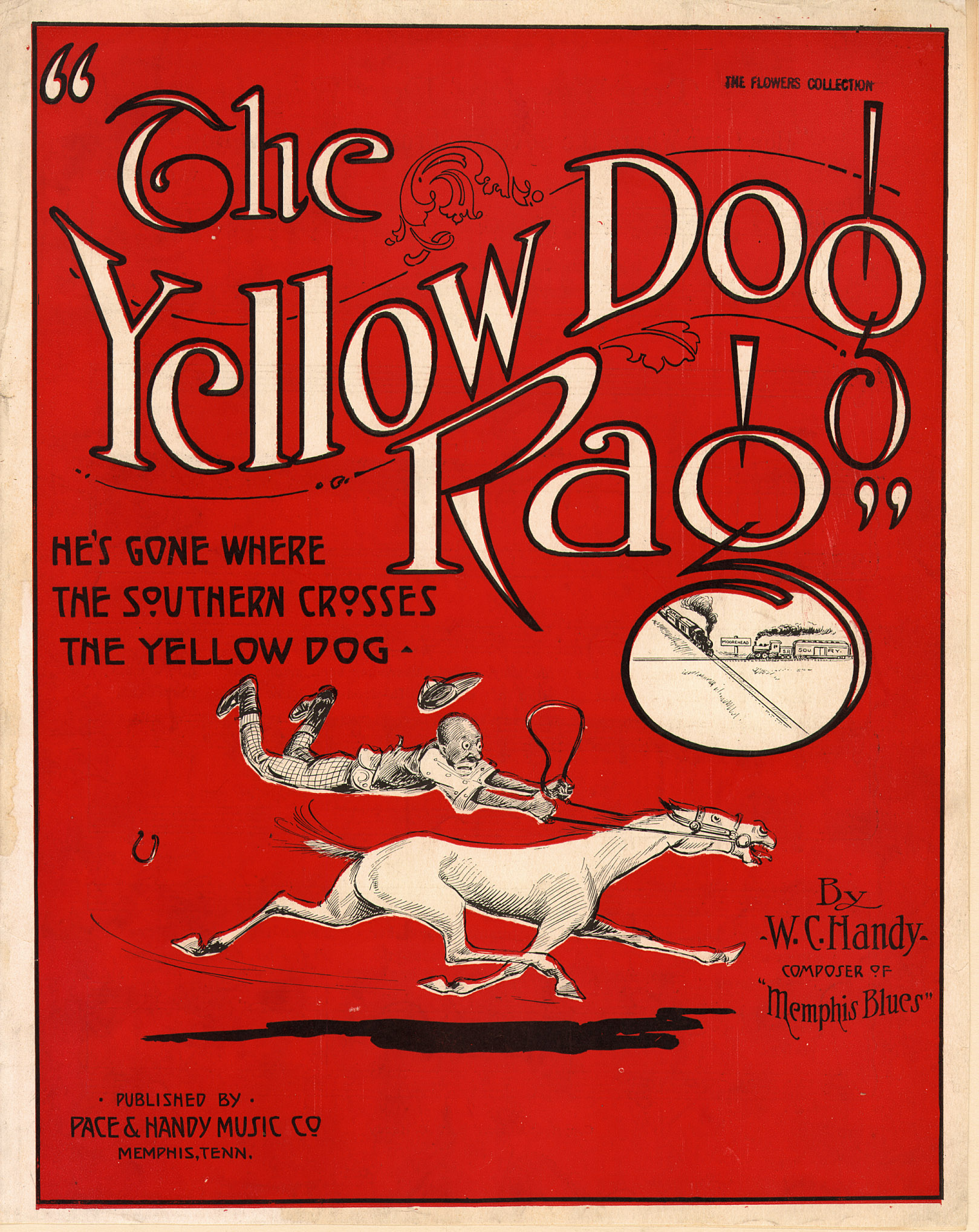
「イエロー・ドッグ・ラグ(Yellow Dog Rag)」の楽譜表紙、1914年

1917年に、ハンディは出版事業を携えてニューヨーク市に移住し、タイムズ・スクエアのゲイエティ・シアター・オフィスビルに事務所を構えた。同年の末までにハンディの最も成功を収めた曲が出版された：「メンフィス・ブルース」、「ビール・ストリート・ブルース(Beale Street Blues)」そして「セントルイス・ブルース」である。その年、白人のニューオーリンズ・ジャズ合奏団である、オリジナル・ディキシーランド・ジャズ・バンドが最初のジャズ・レコードを録音し、広範にわたるアメリカ国民にジャズを紹介した。ハンディ自身はジャズに対する嗜好をほとんど持ち合わせなかったが、いくつもの楽団がハンディのレパートリーに熱狂的に取り組み、それらの曲の多くをジャズ・スタンダード曲にした。
ハンディはアル・バーナードなどのパフォーマーたちを励ました。バーナードは物腰柔らかな白人であったが、それにもかかわらず力強いブルース歌手であった。ハンディはバーナードをトーマス・エジソンのもとにやり録音させたが、それらは一連のヒットソングとして結実した。ハンディは他の作曲家による作品も出版した。たとえばバーナードの「シェイク・ラトル・アンド・ロール(Shake Rattle and Roll)」や「サキソフォン・ブルース(Saxophone Blues)」であり、アラバマ州セルマ出身の白人女性二人組から提供された2曲の黒人伝統楽曲「ピカニニー・ローズ(Pickaninny Rose)」や「オー・サルー(O Saroo)」である。ハンディ自身のブルース・ソングとともにこれらヒット曲の出版は彼の会社に黒人音楽の出版者としての名声をもたらした。
1919年、ハンディはビクター・トーキング・マシーン・カンパニーと契約を交わし、ヒットせずに終わった1915年の曲「イエロー・ドッグ・ブルース(Yellow Dog Blues)」の3度目の録音をした。結果、そのジョー・スミスによる録音は強力なヒット曲となり、数十万部に達する楽譜注文が舞い込んだ。
ハンディは黒人歌手たちに自身の音楽に関心を持ってもらおうとしたがうまくいかなかった。というのも、多くのミュージシャンは流行しているヒット曲だけを演奏することを選び、リスクを犯してまで新しい音楽を取り上げることを望まなかったからである。ハンディによれば、白人のバンドリーダーとの方がうまくいくことが多く、彼らは「目新しものに対する注意を怠らなかった。それゆえ私たちの曲を先駆けて世に紹介する準備は万端であった」。ハンディは黒人女性歌手に曲を売り込むことにもあまり成功しなかった。しかし1920年にペリー・ブラッドフォードがメイミー・スミスを説得してブルースではない2曲（「ザット・シング・コールド・ラヴ(That Thing Called Love)」と「ユー・キャント・キープ・ア・グッド・マン・ダウン」(You Can't Keep a Good Man Down)）を録音させた。この2曲はハンディによって出版され、白人バンドが伴奏を務めた。ブラッドフォード作の「クレイジー・ブルース(Crazy Blues)」がスミスの録音でヒットしたとき、黒人ブルース歌手たちの人気は高まりを見せた。ハンディの会社は競合により衰退し始めた。
1920年に、作詞家としても協働していたペイスはハンディとのパートナーシップを友好的に解消した。ペイスはペイス・フォノグラフ・カンパニーとブラック・スワン・レコーズを設立した。多くの従業員はペイスの元に移った。ハンディは出版事業をファミリービジネスとして経営し続けた。ハンディは自身の作品だけでなく、他の黒人作曲家たちの作品も出版した。それには150曲以上の宗教曲やフォークソング編曲版そして約60曲のブルース曲が含まれていた。1920年代に、ハンディはニューヨーク市でハンディ・レコード・カンパニーを創設した。このレーベルはレコードをリリースすることはなかったが、ハンディは録音セッションを企画し、これらの録音のいくつかは最終的にパラマウント・レコーズおよびブラック・スワン・レコーズからリリースされた。「セントルイス・ブルース」は非常な成功を収めたので、1929年に、ハンディと映画監督のダドリー・マーフィーは共同で同タイトルのRCA映画を制作し、同映画はメイン映画上映の前に添え物として上映された。ハンディはこの映画の主役として同曲で人気を博したブルース歌手のベッシー・スミスを提案した。映画は6月に撮影され、1929年から1932年にかけて合衆国各地の映画館で上映された。
音楽家および音楽学者としてのハンディの作品の重要性はジャンルの垣根を越え、モーリス・ラヴェルやダリウス・ミヨーなどのヨーロッパの作曲家に影響を与えるまでに至った。ラヴェルはパリ滞在中のハンディ楽団が出演していたナイトクラブに頻繁に通い、有名な「ヴァイオリン・ソナタ ト長調」を作曲するにあたって刺激を受けた。この曲の第2楽章が「ブルース・モデラート」と題されているのは偶然というわけではないのである。
1926年に、ハンディは『ブルース：アンソロジー - 53の名曲の歌詞と音楽大全(Blues: An Anthology - Complete Words and Music of 53 Great Songs)』を書いた。これはブルースを南部および合衆国の歴史の不可欠の部分として、記録、分析、記述するいち早い試みだった。本書の刊行を祝し、ハンディに敬意を表すためにハーレムのスモールズ・パラダイスは10月5日火曜日に「ハンディ・ナイト」を掲げたパーティーを主催した。同パーティーでは、アデレイド・ホール、ロッティ・ジー、モード・ホワイト、シーク・コリンズの出演によりジャズとブルースの精粋が披露された。

### 晩年と死

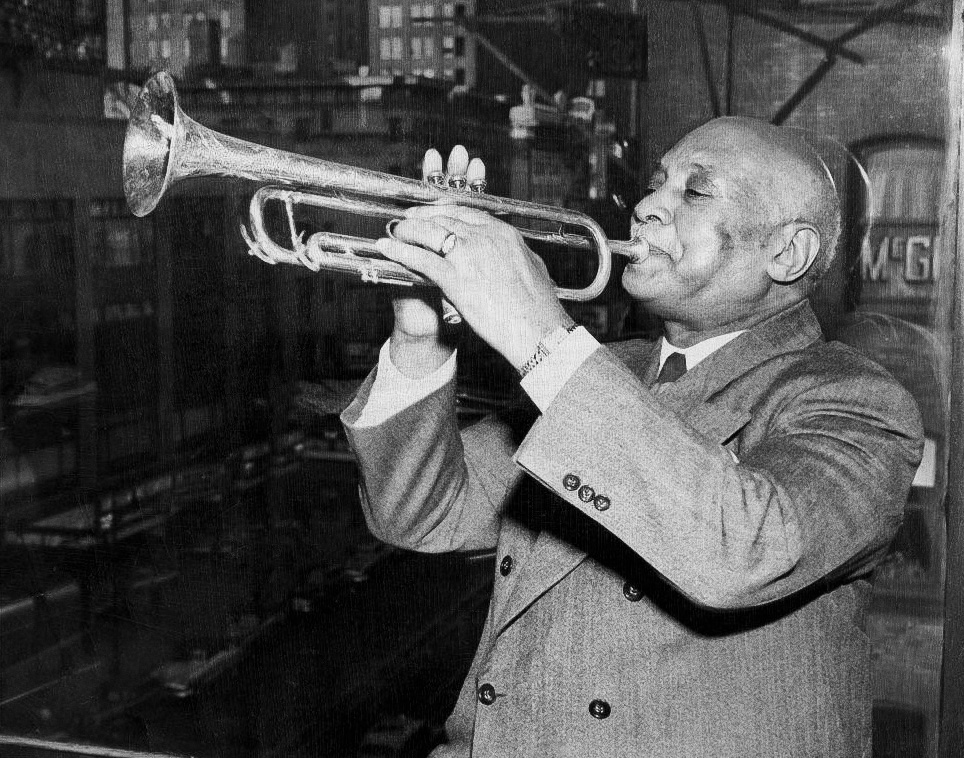
タイムズ・スクエアを眺め渡す自社オフィスでトランペットを演奏する、W・C・ハンディ、1949年11月

1938年に放送されたラジオ番組『リプレーの世界奇談集』のあるエピソードでは、ハンディは「ブルースのみならずジャズの父」と評された。ジャズ・ミュージシャンであるジェリー・ロール・モートンはダウンビート誌に公開状を書き、ジャズを発明したのは自分だといきまいた。
自伝の刊行後、ハンディは『謳われた名も無きアメリカ人たち(Unsung Americans Sung)』(1944年)と題するアフリカ系アメリカ人ミュージシャンについての本を出版した。ハンディは他に3冊の本を書いた。『ブルース：アンソロジー - 53の名曲の歌詞と音楽大全』、『黒人霊歌集(Book of Negro Spirituals)』、『合衆国の黒人著述家と作曲家(Negro Authors and Composers of the United States)』の3冊である。ハンディはハーレムのストライヴァーズ・ロウに住んでいた。1943年に地下鉄のホームから転落する事故を起こして失明した。
1943年から没するまで、ハンディはヨンカーズに住んだ。彼の孫は物理学者のカーロス・ハンディ（1950年生）であり、現在、ハンディ・ブラザーズ・ミュージック・カンパニーを率いている。先妻の死後、ハンディは1954年に80歳にして再婚した。花嫁は彼の秘書であったアーマ・ルイーズ・ローガンであり、ハンディはしばしば彼女は自分の眼となってくれたと語っていた。1955年に、ハンディは脳卒中を起こし、車椅子を使い始めた。ウォルドルフ＝アストリア・ホテルで開催されたハンディの84歳の誕生日パーティーには800人以上の人々が出席した。
1958年3月28日に、ハンディはニューヨーク市のシデンハム病院で気管支肺炎のため亡くなった。ハーレムのアビシニアン・バプテスト教会で執り行われたハンディの葬儀には2万5千人以上の人々が参列し、教会周辺の通りにはハンディに弔意を表する人々が15万人以上集まった。ハンディはブロンクス区のウッドローン墓地に埋葬された。

## 作曲
ハンディの音楽は古典的な12小節パターンに常に従うわけではなく、12小節のヴァースの間にしばしば8小節あるいは16小節のブリッジが挟まれる。
- 「メンフィス・ブルース」1909年作曲、1912年出版。多くの場合、「ボス・クランプ(Boss Crump)」の副題が付くが、ハンディが選挙キャンペーンを風刺した曲「クランプ親分はこの界隈じゃただメシ食いは許さない(Boss Crump don't 'low no easy riders around here)」とは別個の曲である。後者の曲はおちゃらけソング「ママはそれを許さない(Mamma Don't Allow It)」を基にして書かれた。
- 「イエロー・ドッグ・ブルース」(1912年)、「お前のイージーライダー(恋人を指しているが、比喩的には性的満足を与えてくれる人の意がある)は行ってしまった、サザンがイエロー・ドッグと交差するところへ」。この歌詞はミシシッピ州ムーアヘッドにある、サザン鉄道とローカル線のヤズー&ミシシッピ・ヴァレー鉄道、通称イエロー・ドッグとの交差点に言及している。ハンディによれば、地元の人々は走り過ぎる貨物列車にペイントされた文字、Y.D. (ヤズー・デルタ(Yazoo Delta)行き)を見て、それにイエロー・ドッグ(Yellow Dog)という言葉を割り振っていたという[45]。
- 「セントルイス・ブルース」(1914年)、「ジャズマンのハムレット」。
- 「ラヴレス・ラヴ(Loveless Love)」、部分的に伝統楽曲「ケアレス・ラヴ」に基づいている。おそらく現代の人工合成物について不満を述べた最初の曲である。「ミルクの入っていないミルクとシルクでできていないシルクとともに、わたしたちはだんだん魂の無い魂に慣れてくる」。
- 「アーント・ヘイガーズ・ブルース(Aunt Hagar's Blues)」、聖書に登場する、アブラハムの妻サラの女奴隷ハガルはアフリカ系アメリカ人の「母」とみなされている。「ヘイガーおばさんのブルース」。
- 「ビール・ストリート・ブルース」(1916年)、メンフィスのビール・ストリートへの別れの曲として書かれた。もともとはビール・アヴェニューという名称であったが、同曲が人気を博したことにより、改名された。
- 「ロング・ゴーン・ジョン(フロム・ボーリング・グリーン)(Long Gone John (from Bowling Green))」、有名な銀行強盗を歌った曲。「ボーリング・グリーンからいなくなって久しいジョン」。
- 「シャンテ=レ=バ(シング・エム・ロウ)(Chantez-Les-Bas(Sing 'Em Low))」、ニューオーリンズのクレオール文化への賛辞。「小声で歌って」。
- 「アトランタ・ブルース(Atlanta Blues)」、コーラス部として「わたしをあなたの床の寝床にして(Make Me a Pallet on your Floor)」という曲を含む。
- 「オール・ミス・ラグ(Ole Miss Rag)」(1917年)、ラグタイムの曲、ハンディーズ・オーケストラ・オブ・メンフィスにより録音された[46]。「親愛なるラグ嬢」。

## 受賞と名誉

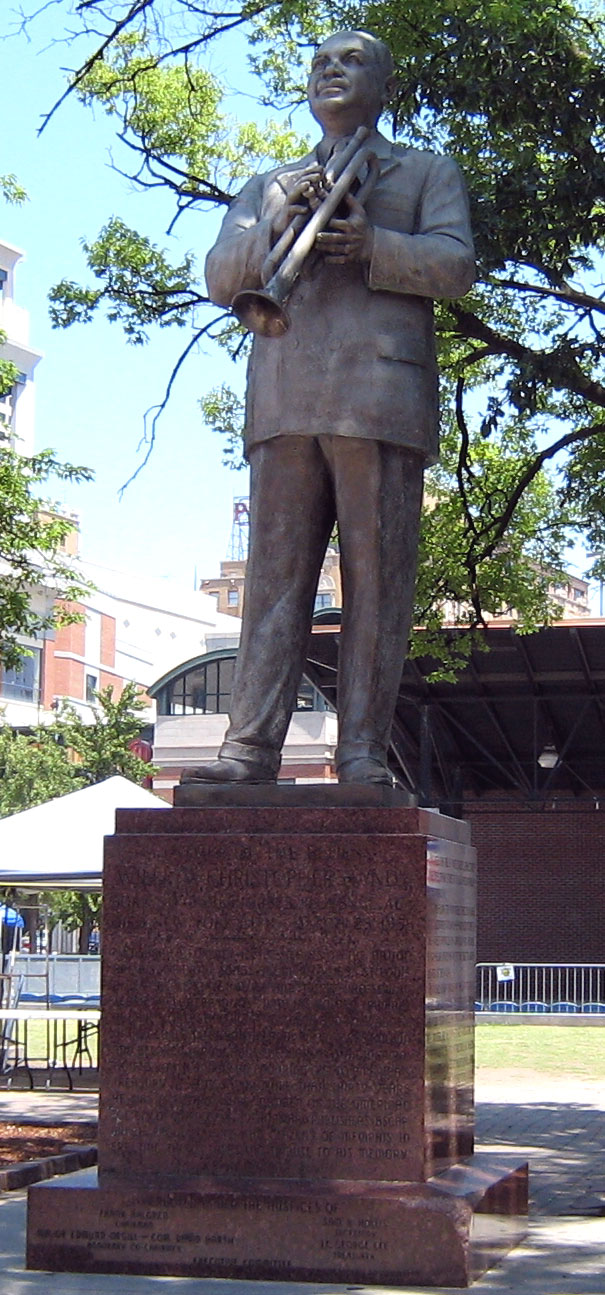
テネシー州メンフィス、ビール・ストリートのハンディ・パークにあるハンディのブロンズ像

- 1931年に、ライブ音楽演奏のための舞台を設けた公園、ハンディ・パークがビール・ストリート200番地にメンフィス市によって開園された[47][48]。1960年に、ハンディの栄誉を称えて公園内に銅像が建立された[49]。
- 1947年、メンフィスにW・C・ハンディ劇場が開館した[50]。建物は2012年に取り壊された[51]。
- ニューヨーク州ヨンカーズ市の市長は1957年12月8日から14日をW・C・ハンディ週間に指定した[52]。
- ハンディの半生は映画『セントルイス・ブルース』(1958年)の題材となった。アーサ・キットとルビー・ディーに加え、ナット・キング・コールを主演に据え、大幅に脚色された伝記映画だった。
- 1958年にハンディが亡くなったあと、メンフィスのドミノ・ラウンジはクラブ・ハンディと改名した[53]。
- ニューヨーク市のW・C・ハンディ・プレイスという地名は6番街と7番街の間にある52番街に名誉を称えて付けられた。
- 1969年5月17日に、アメリカ合衆国郵便公社はハンディの栄を称えて記念切手を発行した。
- ハンディは1970年にソングライターの殿堂（英語版）入りをした。
- ハンディは1983年にナッシュヴィル・ソングライターの殿堂（英語版）入りをした。
- ハンディは1985年にアラバマ・ジャズの殿堂（英語版）入りをし、1993年には、演奏業績に対する生涯功績賞とともに、アラバマ・音楽の殿堂（英語版）入りをした。
- ハンディは1993年に生涯の業績に対してグラミー理事会賞を受賞した。
- 2003年を「W・C・ハンディが最初のブルース音楽を作曲したときから数えて百年記念」であるとして言及し、米国上院は2002年に2003年2月1日から始まる一年を「ブルースの年」として宣言する決議案を承認した[54]。
- ハンディはミシシッピ・ブルース・トレイルに3つの標識（マーカー）を刻む栄に浴した。つまり、ミシシッピ州タトワイラーにおける「W・C・ハンディ、ブルースに出会う」という標識[55]と、ミシシッピ州クリーヴランドにおける「W・C・ハンディの開眼」という標識[56]と、アラバマ州フローレンスにおける「W・C・ハンディ生誕の地」という標識[57]の3つである。
- ブルース音楽賞は2006年に改称されるまではW・C・ハンディ賞として知られていた。
- W・C・ハンディ音楽祭はアラバマ州フローレンスで毎年開催される[58]。
- W・C・ハンディ・ブルース&バーベキュー・フェスティバルはケンタッキー州ヘンダーソンで6月に毎年開催される[59]。
- 2017年にハンディの自伝『ブルースの父』はブルース文献の古典の部門においてブルースの殿堂入りをした[60]。

## ディスコグラフィ

### Handy's Orchestra of Memphis
- The Old Town Pump/Sweet Child Introducing Pallet on the Floor (Columbia #2417) (1917)
- A Bunch of Blues/Moonlight Blues (Columbia #2418) (1917)
- Livery Stable Blues/That Jazz Dance Everyone Is Crazy About (Columbia #2419) (1917)
- The Hooking Cow Blues/Ole Miss Rag (Columbia #2420) (1917)
- The Snaky Blues/Fuzzy Wuzzy Rag (Columbia #2421) (1917)
- Preparedness Blues (Columbia) (未発売) (1917年9月21日録音)
- The Coburn Blues (Columbia) (未発売) (1917年9月24日録音)
- Those Draftin' Blues (Columbia) (未発売) (1917年9月24日録音)
- The Storybook Ball (Columbia) (未発売) (1917年9月25日録音)
- Sweet Cookie Mine (Columbia) (未発売) (1917年9月25日録音)[61]

### Handy's Memphis Blues Band
- Beale Street Blues/Joe Turner Blues (Lyric #4211) (9/1919) (未発売)
- Hesitating Blues/Yellow Dog Blues (Lyric #4212) (9/1919) (未発売)[61]
- Early Every Morn/Loveless Love (Paramount #12011) (1922)
- St. Louis Blues/Yellow Dog Blues (Paramount #20098) (1922)
- St. Louis Blues/Beale Street Blues (Banner #1036) (1922)
- She's No Mean Job/Muscle Shoals Blues (Banner #1053) (1922)
- She's a Mean Job/Muscle Shoals Blues (Puritan #11112) (1922)
- Muscle Shoals Blues/She's a Mean Job (Regal #9313) (1922)
- St. Louis Blues/Yellow Dog Blues (Black Swan #2053) (1922)
- Muscle Shoals Blues/She's a Mean Job (Black Swan #2054) (1922)

### Handy's Orchestra
- Yellow Dog Blues/St. Louis Blues (Puritan #11098) (1922)
- Louisville Blues/Aunt Hagar's Blues (Okeh #8046) (1923)
- Panama/Down Hearted Blues (Okeh #8059) (1923)
- Mama's Got the Blues/My Pillow and Me (Okeh #8066) (1923)
- Gulf Coast Blues/Farewell Blues (Okeh #4880) (1923)
- Sundown Blues/Florida Blues (Okeh #4886) (1923)
- Darktown Reveille/Ole Miss Blues (Okeh #8110) (1923)
- I Walked All the Way From East St. Louis (アメリカ議会図書館) (1938)
- Your Clothes Look Lonesome Hanging on the Line (アメリカ議会図書館) (1938)
- Got No More Home Than a Dog (アメリカ議会図書館) (1938)
- Joe Turner (アメリカ議会図書館) (1938)
- Careless Love (アメリカ議会図書館) (1938)
- Getting' Up Holler (アメリカ議会図書館) (1938)
- Oh De Kate's Up De River, Stackerlee's in de Ben (アメリカ議会図書館) (1938)
- Roll On, Buddy (アメリカ議会図書館) (1938)
- Olius Brown (アメリカ議会図書館) (1938)
- Sounding the Lead on the Ohio River (アメリカ議会図書館) (1938)[61]

### Handy's Sacred Singers
- Aframerican Hymn/Let's Cheer the Weary Traveler (Paramount #12719) (1929)

### W. C. Handy's Orchestra
- Loveless Love/Way Down South Where the Blues Begin (Varsity #8162) (1939)
- St. Louis Blues/Beale Street Blues (Varsity #8163) (1939)